# Kampenhout-Charleroi-Kampenhout
Kampenhout-Charleroi-Kampenhout est une ancienne course cycliste belge, organisée de 1947 à 1950 entre la ville de Kampenhout, située en Région flamande dans la province du Brabant flamand et la ville de Charleroi, située en Wallonie dans la province de Hainaut. 

## Palmarès
| Année | Vainqueur       | Deuxième          | Troisième           |
| ----- | --------------- | ----------------- | ------------------- |
| 1947  | Désiré Keteleer | Georges Claes     | Lodewijk Nackaerts  |
| 1948  | Raymond Impanis | Louis Brusselmans | Henri Bauwens       |
| 1949  | Lode Anthonis   | Edward Van Dijck  | Leopold Verschueren |
| 1950  | Florent Mathieu | Joseph Hoefkens   | Georges Jobé        |